# 뉴욕 마라톤

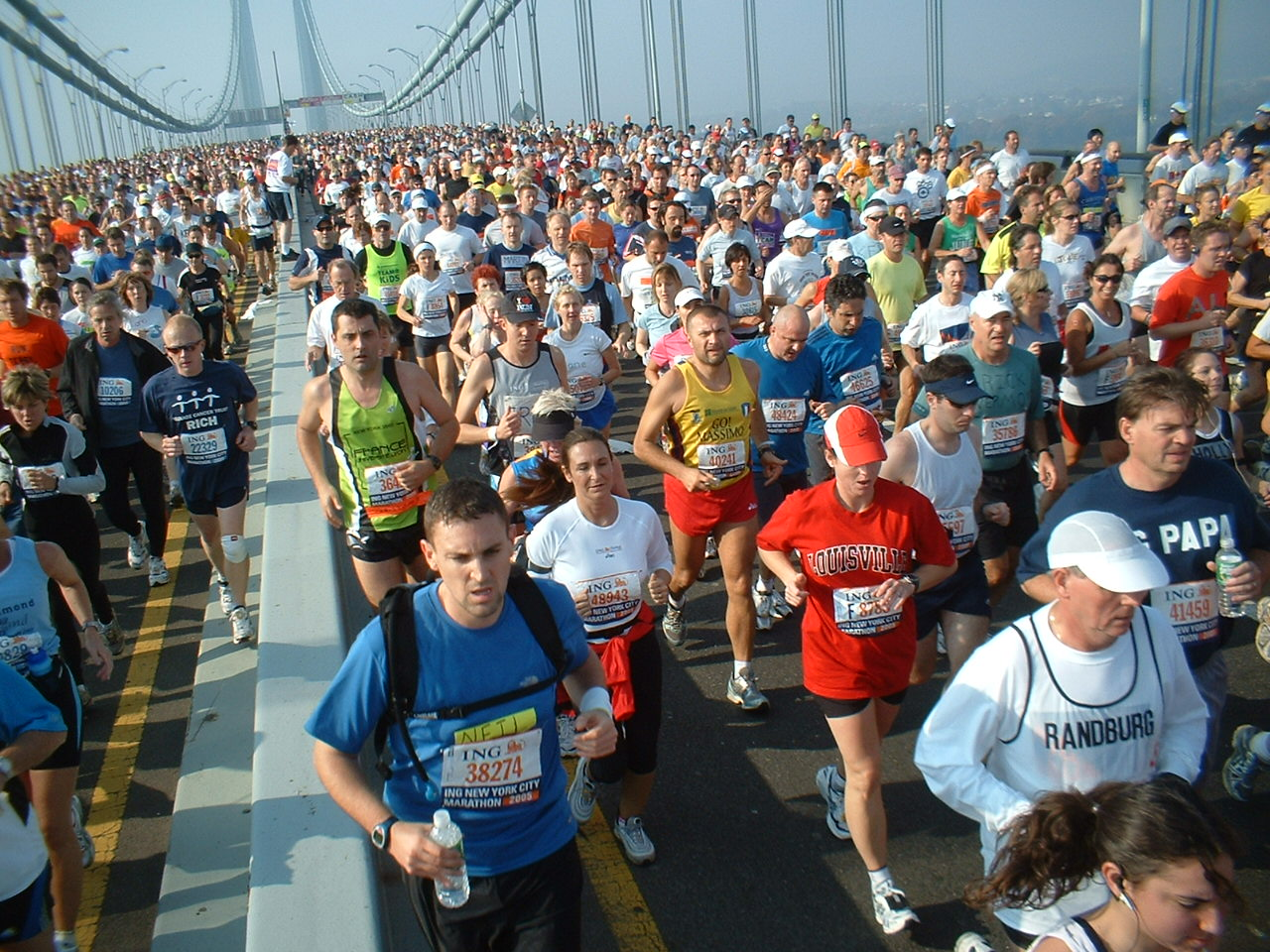

뉴욕 마라톤(New York City Marathon)은 미국 뉴욕에서 매년 11월에 열리는 마라톤 대회이다. 1969년에 처음 시작되었다.